# Резолюция 93 на Съвета за сигурност на ООН
Резолюция 93 на Съвета за сигурност на ООН е приета с мнозинство на 18 май 1951 г. по повод конфликта в Палестина. Тя е първата резолюция, с която Съветът за сигурност обвинява пряко Израел в действия, представляващи нарушение на предишни резолюции на Съвета, приети, за да се постигне мирно решаване на израелско-арабския конфликт в Палестина.
В Резолюция 93 Съветът за сигурност подчертава, че въпреки приетите по въпроса резолюции, касаещи подписаното между Израел и съседните му арабски страни Общо примирие и методите за наблюдение на неговото спазване, всяка страна в конфликта продължава да се оплаква от нарушения, извършени от другата.
Като отчита факта, че началник-щабът на Организацията на ООН за наблюдение на спазването на примирието в Палестина и председателят на смесената израелско-сирийска комисия по примирието многократно са призовавали представителя на израелската страна в Смесената комисия да предприеме мерки, които да принудят израелската Корпорация за развитие на палестинските земи да прекрати строителните работи в демилитаризираната зона, Съветът изказва одобрението си за тези искания и призовава Израел да изпълни постановленията на началник-щаба и председателя на смесената комисия.
Освен това Съветът отбелязва, че целите на подписаното примирие са несъвместими с отказа от участие в заседанията на смесената комисия по примирието и с неизпълнението на нарежданията на нейния председател, които се отнасят до законно вменените му задължения, и призовава страните да бъдат представени във всички заседания на комисията, които се свикват от нейния председател, и да изпълняват нейните решения.
По-нататък Съветът за сигурност призовава страните в конфликта да изпълнят всички положения, отнасящи до осигуряването на собствено местно самоуправление и полицейски сили както на еврейските, така и на арабските селища в демилитаризираната зона, които положения се съдържат в условията на подписаното Общо споразумение за примирие между Израел и Сирия.
В най-важната част на резолюцията, отчитайки задължението на израелската и сирийската страна да не прибягват до използването на военна сила съгласно Устава на Организацията и членовете на подписаното между тях Общо примирие, Съветът за сигурност констатира, че:

а) въздушните операции, извършени от въоръжените сили на Израел на 5 април 1951 г., и;

б) въоръжените действия на всяка една от страните, извършени в границите на демилитаризираната зона и около нея, които са описани в представените пред Съвета жалба и доклад на начални-щаба на Организацията на ООН за примирието в Палестина
представляват грубо нарушение на инструкциите за прекратяване на огъня, изложени в Резолюция 54 на Съвета за сигурност, и са несъвместими с условията на Общото споразумение за примирие, подписано между страните.
Освен това Съветът за сигурност, като взема предвид протестите, отнасящи се до евакуацията на палестински араби от демилитаризираната зона, постановява, че израелското правителство е длъжно да осигури на арабското гражданско население, което е било изгонено от демилитаризираната зона, връщане по родните места и да прекрати каквито и да било мероприятия по насилствено прехвърляне на арабско население през установените международни граници и през границите на демилитаризираната зона, които не са били разрешени от председателя на смесената комисия по примирието.
По нататък Съветът за сигурност отбелязва с тревога многократните случаи, в които израелските власти не са разрешавали достъп на наблюдателите и персонала на Организацията на ООН за примирието в Палестина до местностите и районите, които се споменават в протестите, възпрепятствайки по този начин изпълнението на техните законни функции във въпросните райони. Във връзка с това Съветът постановява, че страните са длъжни да осигуряват такъв достъп на персонала на Организацията по всяко време, в което това може да бъде поискано.
В последната част на резолюцията Съветът за сигурност още веднъж напомня на страните задължението им съгласно Устава на Организацията да разрешават международните си спорове с мирни средства, така че да не поставят под заплаха международния мир, и изразява безпокойството си от факта, че правителствата на Израел и Сирия не са постигнали успех в изпълнението на задълженията, които са поели съгласно Общото споразумение за примирие.
Във връзка с изпълнението на постановленията на резолюцията, Съветът за сигурност упълномощава началник-щаба на Организацията на ООН за наблюдаване на изпълнението на примирието в Палестина да предприема всякакви мерки, които сметне за необходими, за да се изпълнят условията на резолюцията с цел окончателно възвръщане на мира в региона. Във връзка с това началник-щабът е призован да докладва на Съвета за сигурност за това дали страните в конфликта изпълняват постановленията на резолюцията. От генералния секретар на Организацията се изисква да предостави необходимия персонал и съдействие, от които началник-щаба на Организацията на ООН в Палестина би имал нужда, за да изпълнява възложените му от резолюцията функции.
Резолюция 93 е приета с мнозинство от 10 гласа „за“, като представителят на Съветския съюз в Съвета гласува „въздържал се“.